# Kalojan Krăstev
Kalojan Ivajlov Krăstev (in bulgaro Калоян Ивайлов Кръстев?; Sofia, 24 gennaio 1999) è un calciatore bulgaro, attaccante dell'Hebăr Pazardžik.

## Carriera

### Slavia Sofia e Bologna
Cresciuto nelle giovanili dello Slavia Sofia, al quale si aggrega nel 2008, nel dicembre 2015 fa il proprio debutto da professionista subentrando a Daudet N'Dongala nella vittoria per 3-0 contro la Lokomotiv Plovdiv.
Grazie alle convincenti prestazioni, il 3 aprile 2017 firma il primo contratto da professionista fino al 31 luglio 2020; mentre pochi giorni dopo, il 15 aprile, segna la prima rete con la maglia del club nella vittoria contro il 
Montana per 4-3.
Il 24 gennaio 2018, Krastev firma un contratto di 4 anni con il Bologna, dove si trasferisce per una cifra pari a 1.5 milione di euro con opzione per il riscatto.  Aggregato alla formazione Primavera, con il club felsineo, disputa e vince il Torneo di Viareggio e totalizza 33 presenze e 10 reti tra tutte le competizioni.
Nel luglio 2019 ritorna allo Slavia Sofia, dopo appena un anno, con la formula del prestito; venendo riscattato a fine stagione.

### CSKA Sofia
Il 30 agosto 2021, si trasferisce al CSKA Sofia.

## Statistiche

### Cronologia presenze in nazionale
| Cronologia completa delle presenze e delle reti in nazionale ― Bulgaria | Cronologia completa delle presenze e delle reti in nazionale ― Bulgaria | Cronologia completa delle presenze e delle reti in nazionale ― Bulgaria | Cronologia completa delle presenze e delle reti in nazionale ― Bulgaria | Cronologia completa delle presenze e delle reti in nazionale ― Bulgaria | Cronologia completa delle presenze e delle reti in nazionale ― Bulgaria | Cronologia completa delle presenze e delle reti in nazionale ― Bulgaria | Cronologia completa delle presenze e delle reti in nazionale ― Bulgaria |
| Data                                                                    | Città                                                                   | In casa                                                                 | Risultato                                                               | Ospiti                                                                  | Competizione                                                            | Reti                                                                    | Note                                                                    |
| ----------------------------------------------------------------------- | ----------------------------------------------------------------------- | ----------------------------------------------------------------------- | ----------------------------------------------------------------------- | ----------------------------------------------------------------------- | ----------------------------------------------------------------------- | ----------------------------------------------------------------------- | ----------------------------------------------------------------------- |
| 2-9-2021                                                                | Firenze                                                                 | Italia                                                                  | 1 – 1                                                                   | Bulgaria                                                                | Qual. Mondiali 2022                                                     | -                                                                       | 70’                                                                     |
| 5-9-2021                                                                | Sofia                                                                   | Bulgaria                                                                | 1 – 0                                                                   | Lituania                                                                | Qual. Mondiali 2022                                                     | -                                                                       | 90+4’                                                                   |
| 8-9-2021                                                                | Sofia                                                                   | Bulgaria                                                                | 4 – 1                                                                   | Georgia                                                                 | Amichevole                                                              | -                                                                       | 74’                                                                     |
| 9-10-2021                                                               | Vilnius                                                                 | Lituania                                                                | 3 – 1                                                                   | Bulgaria                                                                | Qual. Mondiali 2022                                                     | -                                                                       | 72’                                                                     |
| 12-10-2021                                                              | Sofia                                                                   | Bulgaria                                                                | 2 – 1                                                                   | Irlanda del Nord                                                        | Qual. Mondiali 2022                                                     | -                                                                       | 79’                                                                     |
| Totale                                                                  |                                                                         | Presenze                                                                | 5                                                                       |                                                                         | Reti                                                                    | 0                                                                       |                                                                         |

## Palmarès

### Club

#### Competizioni giovanili
- Torneo di Viareggio: 1

Bologna: 2019
- Campionato Primavera 2: 1

Bologna: 2018-2019
- Supercoppa Primavera 2: 1

Bologna: 2019